# Morgan Heights (Colorado)
Morgan Heights es un lugar designado por el censo ubicado en el condado de Morgan en el estado estadounidense de Colorado. En el Censo de 2010 tenía una población de 266 habitantes y una densidad poblacional de 360,36 personas por km².

## Geografía
Morgan Heights se encuentra ubicado en las coordenadas 40°17′15″N 103°49′39″O / 40.28750, -103.82750. Según la Oficina del Censo de los Estados Unidos, Morgan Heights tiene una superficie total de 0.74 km², de la cual 0.74 km² corresponden a tierra firme y (0%) 0 km² es agua.

## Demografía
Según el censo de 2010, había 266 personas residiendo en Morgan Heights. La densidad de población era de 360,36 hab./km². De los 266 habitantes, Morgan Heights estaba compuesto por el 95.49% blancos, el 0.38% eran afroamericanos, el 0.75% eran amerindios, el 0% eran asiáticos, el 0% eran isleños del Pacífico, el 2.63% eran de otras razas y el 0.75% pertenecían a dos o más razas. Del total de la población el 7.89% eran hispanos o latinos de cualquier raza.